# Thorengruppen
Edukatus Alliance AB, tidigare ThorenGruppen AB, är ett svenskt aktiebolag verksamt i utbildningsbranschen. Det grundades 1998 av Raja Thorén, som var ensam ägare och verkställande direktör fram till maj 2024, då koncernen såldes till Johan Nylén och Petter Samlin, och Ester Alavei utsågs till ny vd.  Strax därefter bytte företaget namn till Edukatus Alliance.
Företaget har runt 1 300 anställda och driver 28 gymnasieskolor samt sedan 2014 en för- och grundskola. Utöver detta är företaget verksamt inom företags- och vuxenutbildning.
Thorengruppens skolor har fått återkommande kritik från Skolinspektionen, som dessutom återkallat tillståndet för ett par av koncernens skolor. Utöver detta har Thorengruppens skolverksamhet fått kritik från skolprofiler som Marcus Larsson och Linnéa Lindquist, som kallat företaget "skojare" och menat att de är oseriösa.[källa behövs]

## Verksamheter
- Astar
- Affärsgymnasiet
- För - och grundskolor
- Tekniska Gymnasiet
- Yrkesgymnasiet